# Sparkasse Battenberg
Die Sparkasse Battenberg ist eine Sparkasse in Hessen mit Sitz in Battenberg (Eder). Sie ist eine Anstalt des öffentlichen Rechts.

## Geschäftsgebiet und Träger
Das Geschäftsgebiet umfasst den südwestlichen Teil des Landkreises Waldeck-Frankenberg mit den Städten Battenberg (Eder) und Hatzfeld (Eder), der Gemeinde Allendorf (Eder) sowie den Ortsteil Oberasphe der Gemeinde Münchhausen im Landkreis Marburg-Biedenkopf.
Träger der Sparkasse Battenberg ist der Zweckverband der Sparkasse Battenberg. Am Zweckverband sind die Städte Battenberg und Hatzfeld sowie die Gemeinden Allendorf und Münchhausen als Mitglieder beteiligt.

## Geschäftszahlen
Die Sparkasse Battenberg wies im Geschäftsjahr 2023 eine Bilanzsumme von 277,66 Mio. Euro aus und verfügte über Kundeneinlagen von 221,69 Mio. Euro. Gemäß der Sparkassenrangliste 2023 liegt sie nach Bilanzsumme auf Rang 352. Sie unterhält 5 Filialen/Selbstbedienungsstandorte und beschäftigt 49 Mitarbeiter.

## Sparkassen-Finanzgruppe
Die Sparkasse Battenberg ist Teil der Sparkassen-Finanzgruppe und gehört damit auch ihrem Haftungsverbund an. Er sichert den Bestand der Institute und sorgt dafür, dass sie auch im Fall der Insolvenz einzelner Sparkassen alle Verbindlichkeiten erfüllen können. Die Sparkasse vermittelt Bausparverträge der regionalen Landesbausparkasse, offene Investmentfonds der Deka und Versicherungen der SV SparkassenVersicherung. Im Bereich des Leasing arbeitet die Sparkasse Battenberg mit der  Deutschen Leasing zusammen. Die Funktion der Sparkassenzentralbank nimmt die Landesbank Hessen-Thüringen wahr.

## Stiftung
Im Jahr 2007 gründete die Sparkasse Battenberg die Stiftung „Sparkasse Battenberg - Gut für das obere Edertal“. Der Zweck dieser Stiftung ist die Unterstützung sportlicher, kultureller und sozialer Zwecke im Geschäftsgebiet der Sparkasse.